# Il ragazzo dal kimono d'oro
Il ragazzo dal kimono d'oro è un film del 1987 co-sceneggiato, prodotto e diretto da Fabrizio De Angelis con lo pseudonimo di Larry Ludman. Il film, con protagonista Kim Rossi Stuart, prende spunto dal film Per vincere domani - The Karate Kid (1984) e diede origine a sua volta a un franchise composto da altri cinque film (di cui solo il primo, Il ragazzo dal kimono d'oro 2, uscito al cinema) e una serie televisiva, il tutto prodotto e diretto da De Angelis. La pellicola è stata distribuita nelle sale italiane a partire dal 3 settembre 1987.

## Trama
Anthony Scott è un sedicenne statunitense che raggiunge Manila per rivedere il padre Paul. Laggiù conosce Maria, la cui famiglia, come tante altre, è intimorita dalla banda di Quino, un lottatore di arti marziali che da 5 anni è campione imbattuto dei tornei di karate; Anthony si accorge della bravura di Quino, ma non sa che è anche permaloso, ragion per cui i due arrivano presto allo scontro e Anthony ci lascia quasi la pelle; 
a salvarlo e curargli le ferite è il maestro Kimura, un eremita che vive nella foresta da quando si è reso conto che i suoi insegnamenti vengono usati da allievi come Quino per fare del male alla gente, anziché essere esercitati nelle competizioni sportive come un'arte della mente e del corpo. Kimura dice a Anthony che gli insegnerà il karate per volere degli dèi, in modo da permettergli di affrontare Quino per la seconda volta e vincere; la mossa più importante che Kimura gli insegna è il "colpo del drago".
Una volta tornato dalla sua famiglia, Anthony è dunque pronto per affrontare Quino in un torneo e vendicarsi.